# Lars Svensson Troselius
Lars Svensson Troselius, född 20 mars 1698 i Västra Eds församling, Småland, död 10 februari 1766 i Lima församling, var en svensk riksdagsman.

## Biografi
Lars Svensson Troselius föddes 1698 på Skarpinge i Västra Eds församling. Han var son till bonden Sven Jönsson och Karin Larsdotter på Vråka i Västra Eds socken. Troselius blev 5 maj 1712 student vid Linköpings skola och avlade examen 1718. Han var från 1720 till 1736 rusthållare på Malma i Rystads socken, från 1736 till 1738 tullbesökare i Norrköping, från 1738 till 1744 tullbesökare i Stockholm, från 1744 till 1749 gränsridare i Västerdalarna och från 1749 till 1765 gränstullmästare på Hammarsbyn i Lima socken. Troselius avled på sistnämnda stället 1766.
Troselius var riksdagsman vid Riksdagen 1734 för Hanekinds härad, Bankekinds härad, Åkerbo härad, Skärkinds härad och Memmings härad.

### Familj
Troselius gifte sig första gången 13 mars 1720 i Rystads församling med Margareta Vilhelmsdotter. Hon var änka efter riksdagsmannen Nils Jonsson i Malma. Troselius och Vilhelmsdotter fick tillsammans barnen Brita Larsdotter (född 1721), Bengt Larsson (född 1724) och Sven Larsson (född 1725).
Troselius gifte sig andra gången 2 juli 1750 med Margareta Larsdotter Tomtelia. Hon var dotter till länsmannen Lars Tomasson och Maria Persdotter Näsman.